# Rejon oleski
Rejon oleski (ukr. Олеський район) – dawna jednostka podziału administracyjnego Ukraińskiej Socjalistycznej Republiki Radzieckiej w Związku Socjalistycznych Republik Radzieckich w latach 1940–1941 i 1944–1962. Należał do obwodu lwowskiego. Siedziba władz rejonu znajdowała się w Olesku.
Rejon oleski został utworzony 17 stycznia 1940 na podstawie dekretu Prezydium Rady Najwyższej USRR o podziale na rejony zachodnich obwodów USRR, kiedy to w obwodzie lwowskim utworzono 37 rejonów, między innymi oleski. Rejon objął miasta Olesko i Sasów oraz obszary zniesionych gmin Białykamień, Kołtów, Ożydów, Podhorce i Sokołówka. Obszary te należały przed wojną do powiatu złoczowskiego w województwie tarnopolskim.
Rejon oleski przestał istnieć wraz z wybuchem wojny niemiecko-radzieckiej 22 czerwca 1941. Jego tereny weszły w skład Landkreis Lemberg dystryktu galicyjskiego Generalnego Gubernatorstwa.
Rejon został odtworzony 23 lipca 1944, po zajęciu tych terenów przez Armię Czerwoną.
4 marca 1959 do rejonu oleskiego włączono część zniesionego rejonu zabłoteckiego.
23 września 1959 do rejonu oleskiego włączono część zniesionego rejonu podkamieńskiego.
30 grudnia 1962 rejon oleski zniesiono, włączając jego obszar do rejonów brodzkiego, buskiego i złoczowskiego.